# Zadni Hawrani Kopiniak
 Zadni Hawrani Kopiniak (ok. 1740 m) – wybitny skalny ząb w północno-zachodniej grani masywu Hawrania (Havran, 2152 m) w słowackich Tatrach Bielskich. Nazwę utworzył Władysław Cywiński w 4 tomie przewodnika Tatry. Zadni Hawrani Kopiniak znajduje się pomiędzy Wyżnią Hawranią Ławką (ok. 1730 m) a Niżnią Hawranią Ławką (ok. 1710 m). Na północny wschód opada z niego stroma, skalisto-kosówkowa grzęda do Doliny Czarnego Potoku, na południowy zachód ściana o wysokości około 50 m.
Pierwsze (prawdopodobnie) wejście na Skrajny Kopiniak i Zadni Kopiniak: Jacek Bilski i Władysław Cywiński 26 listopada 1980 r. Obecnie cały masyw Hawrania znajduje się na obszarze ochrony ścisłej i jest zamknięty dla turystów i taterników.